# Вомелгем
Вомелгем (на нидерландски: Wommelgem) е селище в северна Белгия, провинция Антверпен. Населението му е около 12 600 души (2016).

## География
Вомелгем е разположен на 7 метра надморска височина в Средноевропейската равнина, на 9 километра източно от центъра на Антверпен и десния бряг на река Схелде.